# 勝茂夫
勝茂夫是一名日本的國際公務員，目前擔任哈薩克斯坦納扎爾巴耶夫大學校長。

## 來歷

### 出生、成長
曾長期伴隨任職東洋棉花的父親在西德居住，並且就讀當地的文理中學。因此、在家族的會話中德語使用得比日語更多。因此在歸國到日本時，由於並沒上過日本的學校兼且對全日語教育感到不安，故此入讀提供德語教育、與西德有關聯的獨協中學校・高等學校。
畢業於東京外國語大學後，曾在維也納留學，並且入讀東京大學大学院。

### 国際公務員時期
在大学院生的時期由於對發展擁有強烈興趣，大學院畢業後來在聯合國工業發展組織任職。期間專任發展中國家的發展事業，擔任加勒比海小國格林納達開發部門的開發顧問。在任職兩年後，由於關注到比發展更重要的議題，在1979年加入世界銀行。他在世界銀行擔任主理有關西非專案的經濟學家，曾派駐貝寧和科特迪瓦。2003年，就任世界銀行歐洲・中亞地域區域副總裁。
世界銀行副總裁退任後，前往哈萨克斯坦擔任2010年開學的納扎爾巴耶夫大學校長。

## 家族・親族
祖父是勝正吉，曾擔任海軍軍醫科士官和海軍軍医少將。父親勝正一曾擔任東洋棉花常務取締役，是一名活躍的企業家。兄長勝榮二郎大藏省入省、財務事務次官に上り詰めた。
- 祖父：勝正吉（医師） - 海軍軍医少将
- 父：勝正一（実業家） - 東洋棉花常務（日语：常務）取締役
- 兄：勝榮二郎（大藏省官僚） - 財務事務次官（日语：財務事務次官）